# Босуэлл, Джон
Джо́н И́стбёрн «Джеб» Бо́суэлл (англ. John Eastburn „Jeb“ Boswell) (20 марта 1947, Бостон, Массачусетс, США — 24 декабря 1994, Нью-Хейвен, Коннектикут, США) — американский историк-медиевист и теолог, один из основоположников квир-богословия и квир-исследований.
Предметом многих его исследований являлись религия и гомосексуальность (в частности, христианство и гомосексуальность).

## Биография
Родился 20 марта 1947 года в Бостоне в семье полковника Генри Босулла и его жены Кэтрин. Учился в Колледже Вильгельма и Марии, где стал католиком, а также в Гарвардском университете, где получил степени магистра и доктора.
В 1975 году стал старшим преподавателем в Йельском университете, а в 1982 году профессором и в 1990 году грисвольдским профессором истории, а также два года был заведующим кафедрой истории.
В 1987 году способствовал созданию в Йельском университете Центра лесбийских и гей-исследований (англ. Lesbian and Gay Studies Center), который в настоящее время называется Исследовательским фондом по изучению лесбиянок и геев (англ. Research Fund for Lesbian and Gay Studies).
В число 17 языков, на которых он читал или говорил, входили аккадский, арабский, армянский, древнегреческий, иврит, латинский, немецкий, персидский, сирийский, староирландский, французский, церковнославянский.
Умер 24 декабря 1994 в Нью-Хейвене (штат Коннектикут) от СПИДа в больнице Йельского университета. Был геем и в течение двадцати лет состоял в однополых отношениях с бывшим промышленным инженером и младшим научным сотрудником Трамбуллского колледжа Йельского университета Джероном Робертом «Джерри» Хартом (англ. Jerone Robert „Jerry“ Hart; 3 сентября 1946 — 27 декабря 2010), с которым вместе похоронен на кладбище Гроув-стрит в Нью-Хейвене (штат Коннектикут).

## Взгляды на веру и сексуальность
Босуэлл стал католиком в 16 лет, перейдя из Епископальной церкви. Он ежедневно посещал мессы вплоть до самой своей смерти. Будучи ортодоксальным во многом, тем не менее он решительно был не согласен с позицией Римско-католической церкви по вопросам гомосексуального поведения и отношений.
В своей статье «Революции, универсалии и сексуальные категории» Босуэлл представил конструкционистско-эссенциалистский подход к дихотомии «номинализм — реализм». Он вычленил три типа сексуальной таксономии:
- «Все или большинство людей имеют полиморфную сексуальность [...] внешние воздействия, как социально-культурное давление, правовые санкции, религиозные убеждения, исторические или личные обстоятельства  определяют фактическое выражение сексуальных чувств каждого человека»
- «Две и более сексуальных категории, как правило, но не всегда основаны на выборе сексуального объекта»
- «Один тип сексуального влечения [это] нормально [...] все остальные варианты ненормальные»

## Исследовательская деятельность
Сам Босуээл отмечал, что одной из основных целей своей работы видел в том, чтобы «опровергнуть общее представление, что религиозная вера — христианство или другая — была причиной нетерпимости в отношении геев». Он заявил о том, что в период с 1050 по 1150 годы произошёл «расцвет субкультуры геев, с высокоразвитой литературой, собственным жаргоном и художественными канонами, с низким уровнем достатка, с изощрёнными ответа критикам».
Своей последней работой «Однополые союзы в досовременной Европе», где им было изучено более 60 рукописей периода с VIII по XVI века, Босуэлл вызвал ожесточённые споры, поскольку утверждал, что к XII веку церемония создания однополых союзов стала осуществляться на службах, где использовались горящие свечи, обвязывались и возлагались на Евангелие руки, священник покрывал головы участников церемонии столой, читалась молитва «Отче наш», производилась евхаристия, поцелуи и обвод вокруг алтаря. Он отмечал, что временами церемония освящала «отношение между двумя мужчинами или двумя женщинами, которое было (или стало) сексуальным», хотя это и сложно проверить, поскольку нет живых очевидцев С большей уверенностью Босуэлл заявлял, что церемонии были «несомненно добровольным и чувственным союзом двух лиц», как это «прочно увязано» с гетеросексуальным браком, «независимо от того, насколько некоторые из читателей могут быть этим сконфужены».

## Отзывы

### Положительные
Историк и гей-активист Мартин Дуберман заявлял: «Я считаю его одной из крупнейших фигур современности в исследованиях геев и лесбиянок».
Историк Гаддис Смит отмечала про Босуэлла: «Он был красноречивый и самобытный мыслитель. Он в большей степени находился под влиянием собственных записей, чем от любого призыва к активизму».

### Критические
Профессор религии и права Канзасского университета Джёймс Брандидж указывал на то, что в своей последней книге Босуэлл «поднял некоторые интересные вопросы, но не обосновал».
Историк Брент Шоу отмечал, что те церемонии, которые описал Босуэлл в своей последней книге больше похожи на «ритуализированные порезы согласия среди членов мафии или других „людей чести“ в нашем собственном обществе».
Историк-византолог Клаудия Рапп в специальном выпуске католического научного журнала Traditio (вып. 52) в 1997 году подвергла критике рассуждения Босуэлла о якобы гомосексуальной природе адельфопоэзиса.

## Сочинения

### Книги
- Boswell J. E. The Stone which the Builders Rejected: An Essay Concerning the Pontificate of Adrian IV. — College of William and Mary, 1969. — 150 p.
- Boswell J. E. The Royal Treasure: Muslim Communities Under the Crown of Aragon in the Fourteenth Century. — UMI Books on Demand, 1977. — 526 p.
- Boswell J. E. Christianity, Social Tolerance, and Homosexuality: Gay People in Western Europe from the Beginning of the Christian Era to the Fourteenth Century[англ.]. — 1980. — ISBN 978-0226067117. — winner of the National Book Award,[15]
- Boswell J. E. Rediscovering Gay History: Archetypes of Gay Love in Christian History (pamphlet). — London: Gay Christian Movement[англ.], 1982.
- Boswell J. E. The Kindness of Strangers: The Abandonment of Children in Western Europe from Late Antiquity to the Renaissance. — 1989.
- Boswell J. E. Homosexuality in the Priesthood and the Religious Life. — 1991.
- Boswell J. E. Same-Sex Unions in Pre-Modern Europe[англ.]. — Oxford and New York: Villard Books, 1994. — ISBN 0-679-43228-0.

### Статьи
- Boswell J. "The Church and the Homosexual: An Historical Perspective" (Keynote address at Dignity's 4th Biennial Convention, Sept. 1979), repr. in Kathleen Leopold and Thomas Orians, eds., Theological Pastoral Resources: A Collection of Articles on Homosexuality from a Pastoral Perspective, 6th ed., (Washington DC : Dignity. 1981, repr. 1985), 16-20
- Boswell J. "Revolutions, Universals and Sexual Categories", Salmagundi[англ.] 58-59 (Fall 1982-Winter 1983), 89-113 (Boswell J. Revolutions, Universals and Sexual Categories // Hidden from History: Reclaiming the Gay and Lesbian Past / Martin Bauml Duberman, Martha Vincus and Ceorge Chauncey, eds.. — New York: Meridian, 1989. — P. 17—36.)
- Boswell J. Review: Robin Scroggs, The New Testament and Homosexuality: Contextual Background for Contemporary Debate, (Philadelphia: Fortress Press: 1983) // The Journal of Religion[англ.]. — 1987. — Vol. 67, № 3. — P. 365.
- Boswell J. Old Habits, New Habits. Review: Judith C. Brown, Immodest Acts - The Life of a Lesbian Nun in Renaissance Italy, (New York: Oxford UP, 1986) // The New Republic. — 1986. — Vol. 194, № 1. — P. 36—39.
- Boswell J. The Origins of Christian Intolerance of Homosexuality // Cuadernos del Norte. — 1987. — Vol. 8, № 44. — P. 18—23.
- Boswell J. Books: Gay History. Review: David F. Greenberg, The Construction of Homosexuality, (Chicago: Chicago UP, 1988) // The Atlantic. — 1989. — Vol. 263, № 2. — P. 74—78.
- Boswell J. Concepts, Experience, and Sexuality // Differences[англ.]. — 1990. — Vol. 2, № 1. — P. 67—87.
- Boswell J. Battle-worn // The New Republic. — 1993. — Vol. 208. — P. 15.
- Boswell J. Dante and the Sodomites // Dante Studies. — 1994. — Т. 112. — P. 33—51.

## Интервью
- Boswell, John (interviewed by Richard Hall). “Historian John Boswell on Gay, Tolerance and the Christian Tradition”. The Advocate (28 May 1981), pp. 20–23, 26-27
- Boswell J. interview by Lawrence Mass, "Sexual Categories, Sexual Universals: An Interview with John Boswell", Christopher Street[англ.] 151 (1990), 23-40